# 霍伊努夫

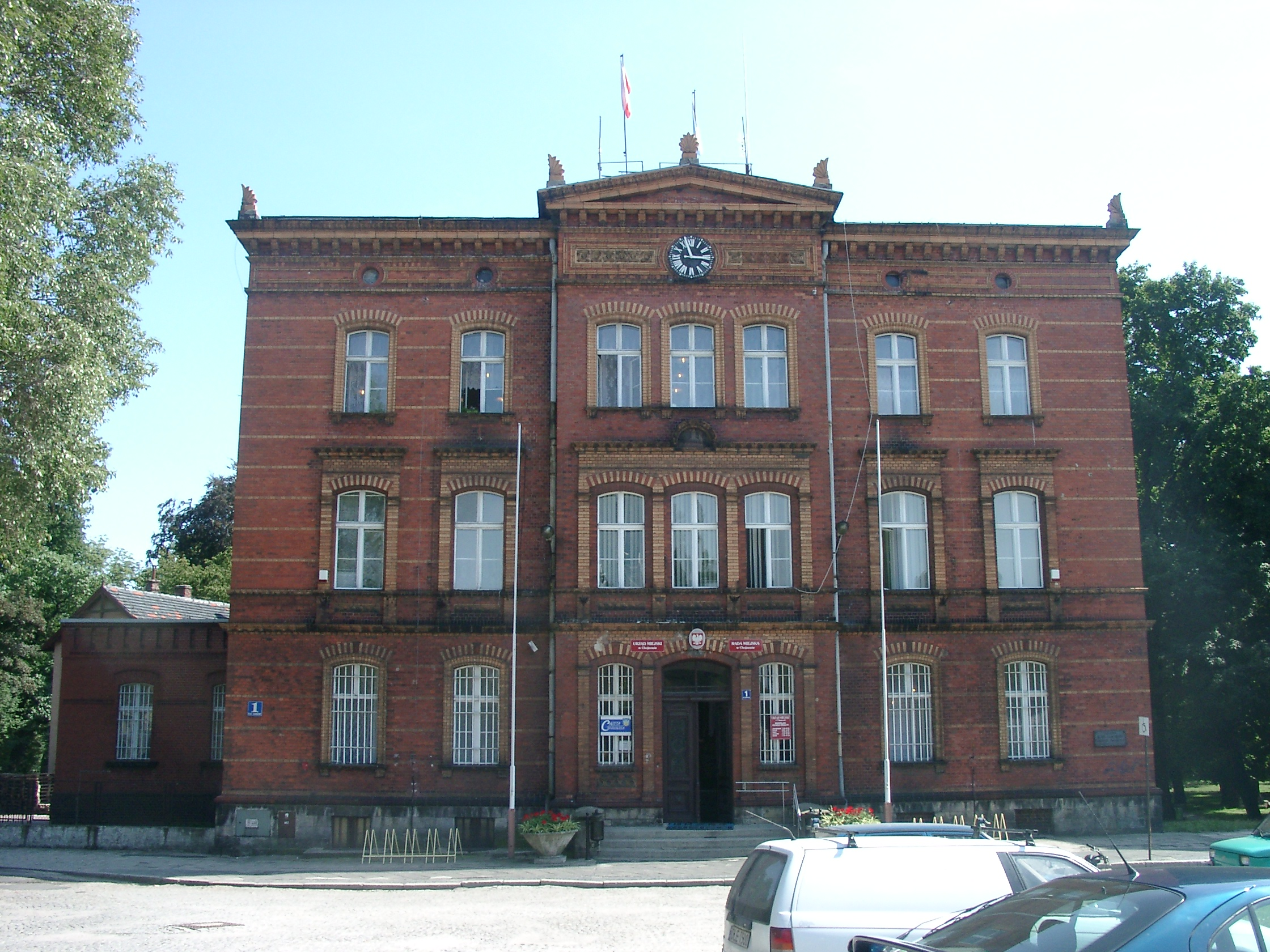

霍伊努夫（波蘭語：Chojnów，波蘭語發音：[ˈxɔjnuf] ⓘ，海瑙）是波蘭下西里西亞省的城鎮，位於該國西南部，距離博萊斯瓦維茨26公里，始建於十四世紀，面積5.32平方公里，海拔高度170米，主要經濟活動是工業和農業，2006年人口14,389。

## 友好城市
- 法國 科芒特里

## 外部連結
- （波兰語） City hall homepage （页面存档备份，存于）
- （波兰語） Chojnow social news portal （页面存档备份，存于）
- （波兰語） Chojnow Online （页面存档备份，存于）
- （波兰語） E-info about Chojnow
- （波兰語） Chojnow social news portal （页面存档备份，存于）
- （波兰語） 中的“霍伊努夫”
- Jewish Community in Chojnów （页面存档备份，存于） on Virtual Shtetl